# Kolonizacja fryderycjańska

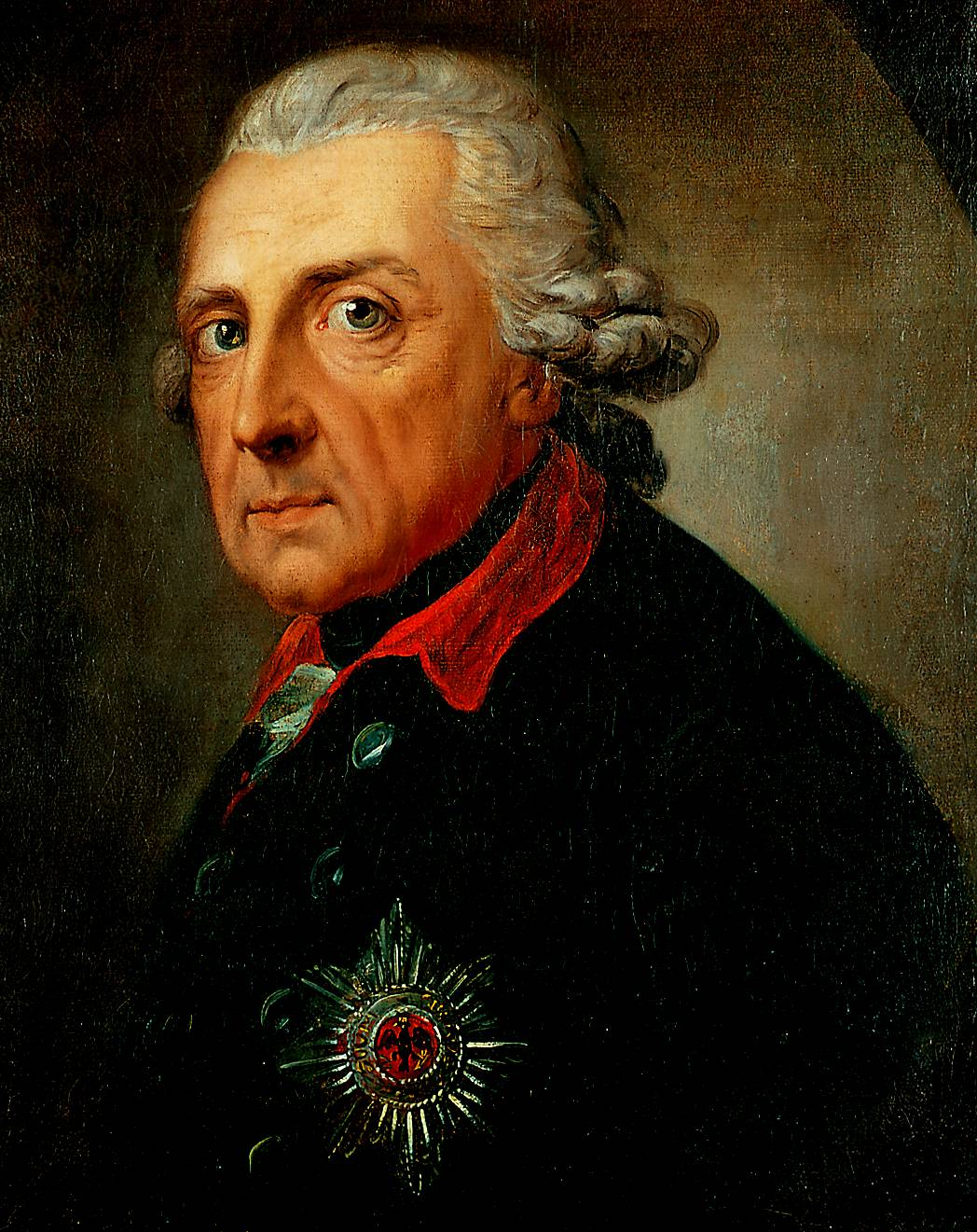
Fryderyk II Wielki

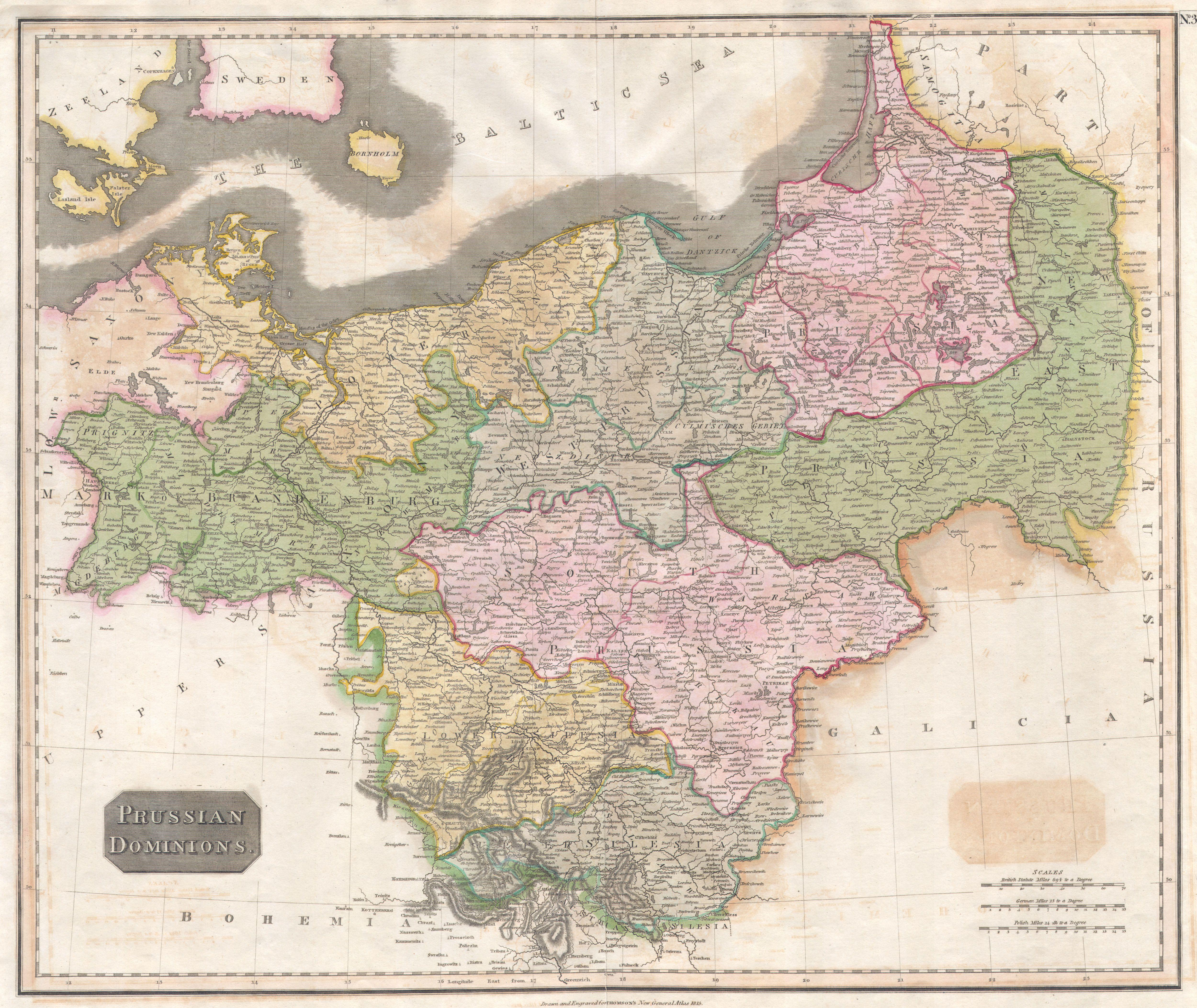
Mapa Prus autorstwa Johna Thomsona

Kolonizacja fryderycjańska (niem. Friderizianische Kolonisation) – akcja osadnicza, przeprowadzona przez króla Prus Fryderyka II w drugiej połowie XVIII wieku i początkach wieku XIX we wschodnich Prusach.
Kolonizacja fryderycjańska odegrała ważną rolę w germanizacji wschodnich terenów Prus, zwłaszcza nowo podbitych obszarów, jak np. ziem Górnego Śląska, zamieszkanych przez przeważający element polski, również na obszarze zaboru pruskiego. W samym tylko roku 1763 osiedlono na Górnym Śląsku 61 tysięcy, zaś przez następne 40 lat około 110 tysięcy Niemców. W 1773 wydano edykt popierający osadnictwo na Śląsku. Na obszarze zaboru pruskiego w jej ramach powstała między innymi wieś Nowosolna koło Łodzi.
Akcja osadnicza zainicjowana przez Fryderyka II miała na celu wykorzystanie gospodarcze nieużytkowanych dotąd terenów (bagna, lasy) oraz trwałe związanie kolonizowanych obszarów z państwem pruskim poprzez ściągnięcie niemieckojęzycznych, bądź protestanckich osadników. W ramach akcji przeprowadzono reformy administracyjne, mające na celu rozwój rolnictwa i przemysłu. Dzielono królewszczyzny i na ich terenach budowano nowe wsie fryderycjańskie, sprowadzano do nich przeważnie ewangelicką ludność z Prus, ale także z habsburskiej Austrii, Czech i Węgier.
Zbliżona do kolonizacji fryderycjańskiej była kolonizacja józefińska, przeprowadzana na ziemiach zaboru austriackiego (tereny górskie, wyżynne). Występował tam jednak inny układ gruntów.

## Przykłady kolonii
- Borek (niem. Leopoldsdorf), zał. 1757[3],
- Boguszyn (niem. Friedrichswartha), zał. 1776,
- Dorota (niem. Dorotheendorf), zał. 1774,
- Marusze (niem. Dyhrngrund), zał. 1776,
- Podbucze (niem. Friedrichsthal), zał. 1773
- Karłówek (niem. Klein Karlsberg), zał. 1747,
- Błota nadwarciańskie – akcja kolonizacyjna (1767–1785),
- Kolonia Wolności (niem. Col. Bergfreiheit), zał. 1801.
- Darnowiec (niem. Dörnberg)
- Stogniowice (niem. Herzberg), zał. 1777